# Elaeocarpus austroyunnanensis
Elaeocarpus austroyunnanensis är en tvåhjärtbladig växtart som beskrevs av Hu Hsien-Hsu. Elaeocarpus austroyunnanensis ingår i släktet Elaeocarpus och familjen Elaeocarpaceae. Inga underarter finns listade i Catalogue of Life.